# Ptychoramphus aleuticus
El mérgulo sombrío (Ptychoramphus aleuticus) también conocido como alcita de Cassin, alcita oscura o alcuela oscura,  es una especie de ave caradriforme de la familia Alcidae.  
Se extiende ampliamente en el Pacífico Norte. Anida en pequeñas madrigueras y debido a su presencia en las ampliamente estudiadas islas de Columbia Británica y California es una de las alcas más conocidas.  
Un pariente o especie predecesora extinta, Ptychoramphus tenuis, es conocido desde el Plioceno tardío de la formación San Diego, en California.

## Descripción
Es un álcido de tamaño pequeño, con unos 25 cm de longitud y 200 g de peso. Su plumaje es generalmente oscuro por encima y pálido por debajo, con una pequeña marca blanca sobre el ojo. Su pico en general es oscuro con una mancha pálida, y sus patas son de color azul pálido. A diferencia de otras alcas el mérgulo sombrío carece de plumaje nupcial, quedando igual en la mayor parte del año. En el mar se identifican generalmente por su vuelo. 

## Distribución
Su rango de distribución va desde la parte central de la península de Baja California hasta las islas Aleutianas de Alaska en la costa oeste de América del Norte. Anida en islas mar adentro, con el bastión principal de población en Triangle Island de la isla de Vancouver y Cape Scott, donde se estima que la población es de alrededor de 550.000 parejas. No se sabe si es migratoria, sin embargo las aves del norte pueden moverse más hacia el sur durante el invierno.

## Comportamiento

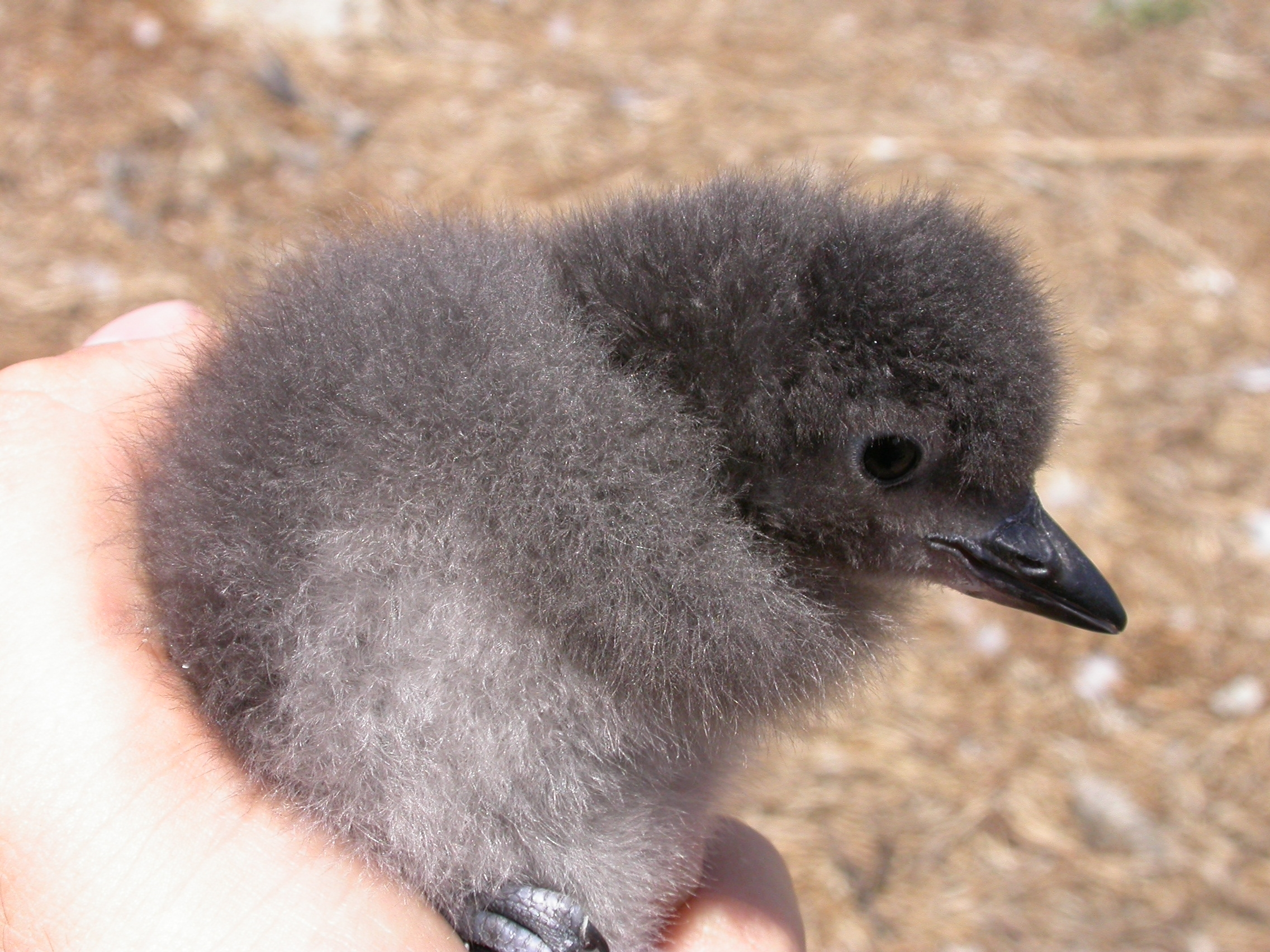
Polluelo

Anida en madrigueras en las islas pequeñas, y en la zona sur de su distribución se pueden encontrar en colonias de reproducción durante todo el año. O bien cava agujeros en el suelo o utiliza las grietas y hendiduras naturales para anidar adentro, también usa estructuras artificiales. Las parejas mostrarán una fuerte lealtad hacia los demás y hacia un sitio de anidación durante muchos años. Ambos padres incuban un único huevo blanco, intercambiando turnos de noche para evitar que el huevo sea tomado por depredadores tales como la gaviota occidental o el halcón peregrino. El huevo se incuba durante 40 días, el pequeño polluelo es alimentado todas las noches durante 35 días por ambos padres, que regurgitan la comida parcialmente digerida (eufausiáceos y otros pequeños crustáceos) transportados en una bolsa gular especial, a menudo referida en la literatura como una bolsa sublingual.  
En mérgulo sombrío se alimenta en alta mar, en aguas claras, con frecuencia pelágicas, a menudo asociándose con puntos de referencia batimétricos como cañones submarinos y afloramientos. Los números en alta mar puede ser muchísimo mayor ya que el ave se aleja de los barcos a una distancia de más de un kilómetro. Recientemente su distribución alrededor Triangle Island ha sido determinado por telemetría. Se alimenta por buceo bajo el agua batiendo sus alas para la propulsión, cazando zooplancton, especialmente krill. Puede sumergirse hasta 30 metros bajo la superficie, y por algunas estimaciones, 80 m.

## Conservación
Aparece como preocupación menor en la lista roja de la UICN, aunque algunas poblaciones (principalmente la población de Los Farallones) han sufrido fuertes caídas, pero en general la especie sigue siendo numerosa. Las principales amenazas para la especie incluye carnívoros introducidos (sobre todo en Alaska), derrames de petróleo y los cambios en la temperatura superficial del mar (causadas por eventos de El Niño).  